# Laurence Harvey
Laurence Harvey (født Laruschka Mischa Skikne; 1. oktober 1928, død 25. november 1973) var en litauisk født sydafrikansk-engelsk skuespiller.

## Opvækst
Laurence Harvey blev født i Joniškis i Litauen, ved navn Laruschka Mischa Skikne. Hans hebraiske navn var Zvi Mosheh Skikne. Fem år gammel flyttede han med sine jødiske forældre til Sydafrika, hvor han voksede op med navnet Harry Skikne. 

## Karriere
Han scenedebuterede i 1943 i en alder af 15 på Johannesburg Repertory Theatre. Samme år rapporterede han til hæren, der tjener indtil slutningen af 2. Verdenskrig. I 1946 rejste han til England, hvor han begyndte som elev på Royal Academy of Dramatic Art.
Laurence Harvey filmendebuterede i 1948. Han havde også stor succes på scenen, både i England og i USA, herunder titelrollen i stykket Henrik V. Harvey blev en internationalt anerkendt stjerne gennem sin rolle som en hensynsløs karrieremager i filmen En plads på toppen (1959) . Han spillede overfor Elizabeth Taylor i filmen Ikke for penge (1960).

## Død
Laurence Harvey døde 25. november 1973 af kræft, 45 år gammel. 

## Privaliv
Han var gift tre gange, først med Margaret Leighton.